# Llista d'asteroides/116501–116600
| Nom      | Designació provisional | Data de descobriment | Lloc de descobriment | Descobridor/s |
| -------- | ---------------------- | -------------------- | -------------------- | ------------- |
| 116501 - | 2004 BP22              | 17 de gener, 2004    | Palomar              | NEAT          |
| 116502 - | 2004 BV22              | 17 de gener, 2004    | Kitt Peak            | Spacewatch    |
| 116503 - | 2004 BN23              | 18 de gener, 2004    | Palomar              | NEAT          |
| 116504 - | 2004 BV23              | 19 de gener, 2004    | Anderson Mesa        | LONEOS        |
| 116505 - | 2004 BN25              | 19 de gener, 2004    | Catalina             | CSS           |
| 116506 - | 2004 BQ25              | 19 de gener, 2004    | Socorro              | LINEAR        |
| 116507 - | 2004 BL26              | 21 de gener, 2004    | Socorro              | LINEAR        |
| 116508 - | 2004 BO26              | 21 de gener, 2004    | Socorro              | LINEAR        |
| 116509 - | 2004 BH27              | 19 de gener, 2004    | Haleakala            | NEAT          |
| 116510 - | 2004 BK30              | 18 de gener, 2004    | Palomar              | NEAT          |
| 116511 - | 2004 BW34              | 19 de gener, 2004    | Kitt Peak            | Spacewatch    |
| 116512 - | 2004 BN38              | 20 de gener, 2004    | Socorro              | LINEAR        |
| 116513 - | 2004 BM39              | 21 de gener, 2004    | Socorro              | LINEAR        |
| 116514 - | 2004 BS39              | 21 de gener, 2004    | Socorro              | LINEAR        |
| 116515 - | 2004 BF40              | 21 de gener, 2004    | Socorro              | LINEAR        |
| 116516 - | 2004 BA42              | 19 de gener, 2004    | Catalina             | CSS           |
| 116517 - | 2004 BG42              | 19 de gener, 2004    | Catalina             | CSS           |
| 116518 - | 2004 BS42              | 19 de gener, 2004    | Catalina             | CSS           |
| 116519 - | 2004 BF43              | 22 de gener, 2004    | Socorro              | LINEAR        |
| 116520 - | 2004 BC44              | 22 de gener, 2004    | Socorro              | LINEAR        |
| 116521 - | 2004 BG44              | 22 de gener, 2004    | Socorro              | LINEAR        |
| 116522 - | 2004 BV44              | 21 de gener, 2004    | Socorro              | LINEAR        |
| 116523 - | 2004 BH46              | 21 de gener, 2004    | Socorro              | LINEAR        |
| 116524 - | 2004 BP46              | 21 de gener, 2004    | Socorro              | LINEAR        |
| 116525 - | 2004 BG47              | 21 de gener, 2004    | Socorro              | LINEAR        |
| 116526 - | 2004 BS47              | 21 de gener, 2004    | Socorro              | LINEAR        |
| 116527 - | 2004 BJ51              | 21 de gener, 2004    | Socorro              | LINEAR        |
| 116528 - | 2004 BA52              | 21 de gener, 2004    | Socorro              | LINEAR        |
| 116529 - | 2004 BV52              | 21 de gener, 2004    | Socorro              | LINEAR        |
| 116530 - | 2004 BQ54              | 22 de gener, 2004    | Socorro              | LINEAR        |
| 116531 - | 2004 BA55              | 22 de gener, 2004    | Socorro              | LINEAR        |
| 116532 - | 2004 BM56              | 23 de gener, 2004    | Anderson Mesa        | LONEOS        |
| 116533 - | 2004 BY56              | 23 de gener, 2004    | Socorro              | LINEAR        |
| 116534 - | 2004 BU57              | 23 de gener, 2004    | Anderson Mesa        | LONEOS        |
| 116535 - | 2004 BE58              | 23 de gener, 2004    | Socorro              | LINEAR        |
| 116536 - | 2004 BF58              | 23 de gener, 2004    | Socorro              | LINEAR        |
| 116537 - | 2004 BC59              | 23 de gener, 2004    | Anderson Mesa        | LONEOS        |
| 116538 - | 2004 BM59              | 24 de gener, 2004    | Socorro              | LINEAR        |
| 116539 - | 2004 BU60              | 21 de gener, 2004    | Socorro              | LINEAR        |
| 116540 - | 2004 BH61              | 21 de gener, 2004    | Socorro              | LINEAR        |
| 116541 - | 2004 BQ62              | 22 de gener, 2004    | Socorro              | LINEAR        |
| 116542 - | 2004 BR68              | 27 de gener, 2004    | Socorro              | LINEAR        |
| 116543 - | 2004 BZ69              | 21 de gener, 2004    | Socorro              | LINEAR        |
| 116544 - | 2004 BK72              | 23 de gener, 2004    | Socorro              | LINEAR        |
| 116545 - | 2004 BE73              | 24 de gener, 2004    | Socorro              | LINEAR        |
| 116546 - | 2004 BW73              | 24 de gener, 2004    | Socorro              | LINEAR        |
| 116547 - | 2004 BK74              | 24 de gener, 2004    | Socorro              | LINEAR        |
| 116548 - | 2004 BN74              | 24 de gener, 2004    | Socorro              | LINEAR        |
| 116549 - | 2004 BR74              | 24 de gener, 2004    | Socorro              | LINEAR        |
| 116550 - | 2004 BT74              | 24 de gener, 2004    | Socorro              | LINEAR        |
| 116551 - | 2004 BF75              | 22 de gener, 2004    | Socorro              | LINEAR        |
| 116552 - | 2004 BH75              | 22 de gener, 2004    | Socorro              | LINEAR        |
| 116553 - | 2004 BZ75              | 23 de gener, 2004    | Socorro              | LINEAR        |
| 116554 - | 2004 BY76              | 27 de gener, 2004    | Anderson Mesa        | LONEOS        |
| 116555 - | 2004 BK78              | 22 de gener, 2004    | Socorro              | LINEAR        |
| 116556 - | 2004 BP79              | 22 de gener, 2004    | Haleakala            | NEAT          |
| 116557 - | 2004 BC80              | 24 de gener, 2004    | Socorro              | LINEAR        |
| 116558 - | 2004 BH82              | 27 de gener, 2004    | Anderson Mesa        | LONEOS        |
| 116559 - | 2004 BT82              | 23 de gener, 2004    | Socorro              | LINEAR        |
| 116560 - | 2004 BU82              | 23 de gener, 2004    | Socorro              | LINEAR        |
| 116561 - | 2004 BV82              | 23 de gener, 2004    | Socorro              | LINEAR        |
| 116562 - | 2004 BH83              | 23 de gener, 2004    | Socorro              | LINEAR        |
| 116563 - | 2004 BO83              | 22 de gener, 2004    | Socorro              | LINEAR        |
| 116564 - | 2004 BA84              | 23 de gener, 2004    | Anderson Mesa        | LONEOS        |
| 116565 - | 2004 BN84              | 25 de gener, 2004    | Haleakala            | NEAT          |
| 116566 - | 2004 BT84              | 27 de gener, 2004    | Anderson Mesa        | LONEOS        |
| 116567 - | 2004 BV84              | 27 de gener, 2004    | Socorro              | LINEAR        |
| 116568 - | 2004 BZ84              | 27 de gener, 2004    | Socorro              | LINEAR        |
| 116569 - | 2004 BD87              | 22 de gener, 2004    | Socorro              | LINEAR        |
| 116570 - | 2004 BS87              | 23 de gener, 2004    | Anderson Mesa        | LONEOS        |
| 116571 - | 2004 BW87              | 23 de gener, 2004    | Socorro              | LINEAR        |
| 116572 - | 2004 BD88              | 23 de gener, 2004    | Anderson Mesa        | LONEOS        |
| 116573 - | 2004 BZ88              | 23 de gener, 2004    | Socorro              | LINEAR        |
| 116574 - | 2004 BY90              | 24 de gener, 2004    | Socorro              | LINEAR        |
| 116575 - | 2004 BZ90              | 24 de gener, 2004    | Socorro              | LINEAR        |
| 116576 - | 2004 BA91              | 24 de gener, 2004    | Socorro              | LINEAR        |
| 116577 - | 2004 BN91              | 24 de gener, 2004    | Socorro              | LINEAR        |
| 116578 - | 2004 BB92              | 26 de gener, 2004    | Anderson Mesa        | LONEOS        |
| 116579 - | 2004 BD92              | 26 de gener, 2004    | Anderson Mesa        | LONEOS        |
| 116580 - | 2004 BX92              | 27 de gener, 2004    | Anderson Mesa        | LONEOS        |
| 116581 - | 2004 BZ92              | 27 de gener, 2004    | Anderson Mesa        | LONEOS        |
| 116582 - | 2004 BD93              | 27 de gener, 2004    | Anderson Mesa        | LONEOS        |
| 116583 - | 2004 BJ94              | 28 de gener, 2004    | Socorro              | LINEAR        |
| 116584 - | 2004 BZ94              | 28 de gener, 2004    | Socorro              | LINEAR        |
| 116585 - | 2004 BX95              | 27 de gener, 2004    | Catalina             | CSS           |
| 116586 - | 2004 BK97              | 26 de gener, 2004    | Anderson Mesa        | LONEOS        |
| 116587 - | 2004 BO97              | 26 de gener, 2004    | Anderson Mesa        | LONEOS        |
| 116588 - | 2004 BJ98              | 27 de gener, 2004    | Kitt Peak            | Spacewatch    |
| 116589 - | 2004 BV98              | 27 de gener, 2004    | Kitt Peak            | Spacewatch    |
| 116590 - | 2004 BK100             | 28 de gener, 2004    | Socorro              | LINEAR        |
| 116591 - | 2004 BT102             | 29 de gener, 2004    | Socorro              | LINEAR        |
| 116592 - | 2004 BF103             | 30 de gener, 2004    | Catalina             | CSS           |
| 116593 - | 2004 BA104             | 23 de gener, 2004    | Socorro              | LINEAR        |
| 116594 - | 2004 BF104             | 23 de gener, 2004    | Socorro              | LINEAR        |
| 116595 - | 2004 BL104             | 23 de gener, 2004    | Socorro              | LINEAR        |
| 116596 - | 2004 BV104             | 24 de gener, 2004    | Socorro              | LINEAR        |
| 116597 - | 2004 BL105             | 24 de gener, 2004    | Socorro              | LINEAR        |
| 116598 - | 2004 BN105             | 24 de gener, 2004    | Socorro              | LINEAR        |
| 116599 - | 2004 BG106             | 26 de gener, 2004    | Anderson Mesa        | LONEOS        |
| 116600 - | 2004 BH106             | 26 de gener, 2004    | Anderson Mesa        | LONEOS        |